# Agrotis spinula
Agrotis spinula är en fjärilsart som beskrevs av Jacob Hübner 1821. Agrotis spinula ingår i släktet Agrotis och familjen nattflyn. Inga underarter finns listade i Catalogue of Life.